# Tessanne Chin
 (juin 2023).
La mise en forme du texte ne suit pas les recommandations de Wikipédia : il faut le « wikifier ».
Les points d'amélioration suivants sont les cas les plus fréquents :
- Les titres sont pré-formatés par le logiciel. Ils ne sont ni en capitales, ni en gras.
- Le texte ne doit pas être écrit en capitales (les noms de famille non plus), ni en gras, ni en italique, ni en « petit »…
- Le gras n'est utilisé que pour surligner le titre de l'article dans l'introduction, une seule fois.
- L'italique est rarement utilisé : mots en langue étrangère, titres d'œuvres, noms de bateaux, etc.
- Les citations ne sont pas en italique mais en corps de texte normal. Elles sont entourées par des guillemets français : « et ».
- Les listes à puces sont à éviter, des paragraphes rédigés étant largement préférés. Les tableaux sont à réserver à la présentation de données structurées (résultats, etc.).
- Les appels de note de bas de page (petits chiffres en exposant, introduits par l'outil «  Source ») sont à placer entre la fin de phrase et le point final[comme ça].
- Les liens internes (vers d'autres articles de Wikipédia) sont à choisir avec parcimonie. Créez des liens vers des articles approfondissant le sujet. Les termes génériques sans rapport avec le sujet sont à éviter, ainsi que les répétitions de liens vers un même terme.
- Les liens externes sont à placer uniquement dans une section « Liens externes », à la fin de l'article. Ces liens sont à choisir avec parcimonie suivant les règles définies. Si un lien sert de source à l'article, son insertion dans le texte est à faire par les notes de bas de page.
- La présentation des références doit suivre les conventions bibliographiques. Il est recommandé d'utiliser les modèles {{Ouvrage}}, {{Chapitre}}, {{Article}}, {{Lien web}} et/ou {{Bibliographie}}. Le mode d'édition visuel peut mettre en forme automatiquement les références.
- Insérer une infobox (cadre d'informations à droite) n'est pas obligatoire pour parachever la mise en page.

Pour une aide détaillée, merci de consulter Aide:Wikification.
Si vous pensez que ces points ont été résolus, vous pouvez retirer ce bandeau et améliorer la mise en forme d'un autre article.
Tessanne Chin est une chanteuse jamaïcaine, ayant remporté la cinquième saison du télé-crochet américain The Voice.

## Performances lors de The Voice
– Studio version of performance reached the top 10 on iTunes
| Stage                   | Chanson                                                | Artiste                 | Date               | Ordre | Résultat                                |
| ----------------------- | ------------------------------------------------------ | ----------------------- | ------------------ | ----- | --------------------------------------- |
| Blind Audition          | "Try"                                                  | Pink                    | September 24, 2013 | 2.14  | All four chairs turned Joined Team Adam |
| Battle Rounds           | "Next to Me" (vs. Donna Allen)                         | Emeli Sandé             | October 14, 2013   | 7.5   | Saved by Coach                          |
| Knockout Rounds         | "Stronger (What Doesn't Kill You)" (vs. Ashley DuBose) | Kelly Clarkson          | October 28, 2013   | 11.4  | Saved by Coach                          |
| Live Playoffs           | "Many Rivers to Cross"                                 | Jimmy Cliff             | November 4, 2013   | 13.10 | Saved by Public Vote                    |
| Live Top 12             | "My Kind of Love"                                      | Emeli Sandé             | November 11, 2013  | 16.9  | Saved by Public Vote                    |
| Live Top 10             | "If I Were Your Woman"                                 | Gladys Knight           | November 18, 2013  | 18.6  | Saved by Public Vote                    |
| Live Top 8              | "Underneath It All"                                    | No Doubt feat. Lady Saw | November 25, 2013  | 20.2  | Saved by Public Vote                    |
| Live Top 6              | "Redemption Song"                                      | Bob Marley              | December 2, 2013   | 22.2  | Saved by Public Vote                    |
| Live Top 6              | "Unconditonally"                                       | Katy Perry              | December 2, 2013   | 22.8  | Saved by Public Vote                    |
| Live Top 5 (Semifinals) | "Bridge over Troubled Water"                           | Simon & Garfunkel       | December 9, 2013   | 24.5  | Saved by Public Vote                    |
| Live Finale             | "Try"                                                  | Pink                    | December 16, 2013  | 26.1  | Winner                                  |
| Live Finale             | "Let It Be" (with Adam Levine)                         | The Beatles             | December 16, 2013  | 26.4  | Winner                                  |
| Live Finale             | "I Have Nothing"                                       | Whitney Houston         | December 16, 2013  | 26.7  | Winner                                  |

| Stage                   | Chanson                                                                             | Artiste                               | Date              | Ordre |
| ----------------------- | ----------------------------------------------------------------------------------- | ------------------------------------- | ----------------- | ----- |
| Live Playoffs Results   | "Safe and Sound" (with Team Adam)                                                   | Capital Cities                        | November 7, 2013  | 15.4  |
| Live Top 12 Results     | "Brave" (with Sara Bareilles & the females of the Top 12)                           | Sara Bareilles                        | November 12, 2013 | 17.1  |
| Live Top 12 Results     | "A Hard Day's Night" (with Adam Levine & Team Adam)                                 | The Beatles                           | November 12, 2013 | 17.4  |
| Live Top 10             | "Say It, Just Say It" (with the Top 10)                                             | The Mowgli's                          | November 18, 2013 | 18.1  |
| Live Top 10 Results     | "Royals" (with Caroline Pennell)                                                    | Lorde                                 | November 19, 2013 | 19.4  |
| Live Top 8              | "One Day" (with Cole Vosbury, Ray Boudreaux, and Will Champlin)                     | Matisyahu                             | November 25, 2013 | 20.1  |
| Live Top 8 Results      | "Will the Circle Be Unbroken?" (with the Top 8 and the Starbucks Chorus)            | Ada R. Habershon & Charles H. Gabriel | November 26, 2013 | 21.2  |
| Live Top 8 Results      | "Apologize" / "All the Right Moves" (with the Top 8)                                | OneRepublic                           | November 26, 2013 | 21.4  |
| Live Top 6 Results      | "You've Got the Love" (with Matthew Schuler and Jacquie Lee)                        | Florence + the Machine                | December 3, 2013  | 23.2  |
| Live Top 6 Results      | "Joy to the World" / "O Holy Night" (with the Top 6)                                | Isaac Watts / Adolphe Adam            | December 3, 2013  | 23.5  |
| Live Top 5 (Semifinals) | "Best Day of My Life" (with the Top 5)                                              | American Authors                      | December 9, 2013  | 24.1  |
| Live Finale             | "I'll Be There" (with the Top 3)                                                    | The Jackson 5                         | December 16, 2013 | 26.1  |
| Live Finale Results     | "Tonight Is the Night" (with The Top 20)                                            | Outasight                             | December 17, 2013 | 27.1  |
| Live Finale Results     | "Love Can Move Mountains" (with Celine Dion)                                        | Celine Dion                           | December 17, 2013 | 27.3  |
| Live Finale Results     | "Hold On, I'm A Comin'" (with James Wolpert, Preston Pohl, Olivia Henken, and Grey) | Sam & Dave                            | December 17, 2013 | 27.11 |
| Live Finale Results     | "Tumbling Down"                                                                     | Tessanne Chin                         | December 17, 2013 | 27.13 |

## Discographie

### Albums
- 2010: In Between Words[1]
- 2014: Tessanne Chin[2]

### Singles
- 2006: "Hideaway"
- 2007: "Black Books"
- 2008: "Messenger"
- 2008: "Broken Melody"
- 2010: "Loving You" (feat. Kees Dieffenthaller of Kes)
- 2010: "Are Yah Gonna (Control)"
- 2011: "By My Side" (with Third World)
- 2013: "Tumbling Down"

### ParThe Voice
- 2013: The Complete Season 5 Collection[3]